# Кальи (Италия)
Кальи (итал. Cagli) — коммуна в Италии, располагается в регионе Марке, в провинции Пезаро-э-Урбино.
Население составляет 8998 человек (2008 г.), плотность населения составляет 40 чел./км². Занимает площадь 226 км². Почтовый индекс — 61043. Телефонный код — 0721.
Город расположен в 185 км от Рима и в 75 км от Анконы. 
Покровителем коммуны почитается святой Геронтий, празднование 9 мая.

## Демография
Динамика населения:

## Администрация коммуны
- Официальный сайт: http://www.comune.cagli.ps.it/